# Rekukkara
Rekukkara, ook wel Rekuhkara (レクッカラ), is een Japanse zangstijl vergelijkbaar met de zangstijl van de  Inuit. Het werd beoefend door de Ainoe tot het jaar 1976, dat jaar stierf de laatste beoefenaar namelijk.
De Ainoe-methode ging als volgt: twee vrouwen zitten rechtover elkaar, de ene maakt een buisvorm met haar handen en zingt zo door de gevormde buis in de mondopening van haar metgezel. De techniek heeft de gever, die de stem verzorgt, en de ontvangster die haar stemspleet sluit en gebruikmaakt van haar spraakkanaal, om de geluidstroom te regelen.